# Memphis Mad Dogs

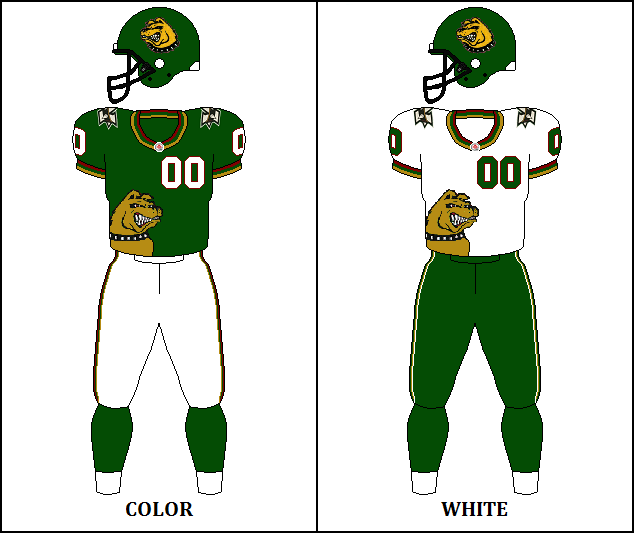
Dresy týmu

Memphis Mad Dogs byl profesionální tým kanadského fotbalu, založen v roce 1995 ve městě Memphis ve státě Tennessee. Tým odehrál pouze jednu sezónu v lize CFL, v roce 1995, kdy skončil s bilancí 9 výher a 9 porážek, domácí zápasy odehrával na stadionu Simmons Bank Liberty Stadium. Po sezóně 1995 tým Mad Dogs zanikl.